# Epirhyssa peruana
Epirhyssa peruana är en stekelart som beskrevs av Günther Enderlein 1919. Epirhyssa peruana ingår i släktet Epirhyssa och familjen brokparasitsteklar. Inga underarter finns listade i Catalogue of Life.